# Sân bay quốc tế Bảo An Thâm Quyến
Sân bay quốc tế Bảo An Thâm Quyến (tiếng Anh:Shenzhen Bao'an International Airport) hay là Huangtian Airport (IATA: SZX, ICAO: ZGSZ) tọa lạc tại làng in Huangtian, Quận Bảo An, Thâm Quyến, Quảng Đông, Trung Quốc, cách quận trung tâm 32 km. Sân bay này mở cửa ngày 12/10/1991 với diện tích 10,8 km2. Năm 2009, 24.486.406 lượt khách thông qua, xếp thứ 5 trong các sân bay Trung Quốc. Dự báo đến năm 2012, đây là sân bay lớn thứ ba của Miền Nam Trung Quốc, sau Sân bay quốc tế Hong Kong và Sân bay quốc tế Bạch Vân Quảng Châu

## Các hãng hàng không và điểm đến
Sân bay gồm 3 nhà ga chính:
- Terminal A - Chuyến bay nội địa
- Terminal B - Chuyến bay nội địa
- Terminal D - Chuyến bay quốc tế và Hongkong、Macau、Trung Quốc.

### Hành khách nội địa
| Hãng hàng không                                         | Các điểm đến |
| ------------------------------------------------------- | --- |
| Air China                                               | Bắc Kinh-Thủ đô, Thành Đô, Trùng Khánh, Đạt Châu, Quý Dương, Hàng Châu, Hợp Phì, Thượng Hải-Phố Đông, Thiên Tân, Wuhan |
| Air China vận hành bởi Dalian Airlines                  | Đại Liên, Nam Kinh |
| Chengdu Airlines                                        | Thành Đô, Liễu Châu |
| China Eastern Airlines                                  | Changzhou, Dali, Đại Liên, Hohhot, Jinggangshan, Côn Minh, Lan Châu, Lệ Giang, Mangshi, Nanchang, Nam Kinh, Ningbo, Thanh Đảo, Thượng Hải-Hồng Kiều, Thượng Hải-Phố Đông, Thái Nguyên, Wuhan, Vô Tích, Tây An, Xining, Yên Đài, Yongzhou |
| China Southern Airlines                                 | Baotou, Bắc Kinh-Thủ đô, Tất Tiết, Trường Xuân, Changde, Changsha, Changzhou, Thành Đô, Trùng Khánh, Đại Liên, Dandong, Phúc Châu, Cám Châu, Guangyuan, Guilin, Quý Dương, Hải Khẩu, Hàng Châu, Hán Trung, Cáp Nhĩ Tân, Hợp Phì, Hohhot, Huaihua, Huangshan, Tế Nam, Côn Minh, Lan Châu, Lianyungang, Lijiang, Luoyang, Luzhou, Meixian, Mẫu Đơn Giang, Nanchang, Nanchong, Nam Kinh, Nam Ninh, Nanyang, Ningbo, Thanh Đảo, Qiqihar, Tam Á, Thượng Hải-Hồng Kiều, Thượng Hải-Phố Đông, Thẩm Dương, Thạch Gia Trang, Thái Nguyên, Urumqi, Ôn Châu, Wuhan, Vô Tích, Hạ Môn, Tây An, Xingyi, Tây Ninh, Yanji, Yiwu, Yinchuan, Zhangjiajie, Trịnh Châu, Zhoushan, Zunyi |
| China Southern Airlines vận hành bởi Chongqing Airlines | Trùng Khánh |
| China United Airlines                                   | Beijing–Nanyuan, Fuyang, Thạch Gia Trang |
| Donghai Airlines                                        | Trường Xuân, Đại Liên, Hải Khẩu, Hailar, Cáp Nhĩ Tân, Côn Minh, Nam Kinh, Ningbo, Thanh Đảo, Thượng Hải-Phố Đông, Thẩm Dương, Quảng Ninh |
| Hainan Airlines                                         | Bắc Kinh-Thủ đô, Thành Đô, Trùng Khánh, Đại Liên, Quý Dương, Hải Khẩu, Hàng Châu, Cáp Nhĩ Tân, Hợp Phì, Hohhot, Jiamusi, Tế Nam, Kashgar, Lanzhou, Longyan, Côn Minh, Nam Kinh, Ningbo, Thanh Đảo, Tam Á, Thẩm Dương, Thái Nguyên, Thiên Tân, Urumqi, Weifang, Wenzhou, Hạ Môn, Tây An, Xiangyang, Xining, Từ Châu, Trịnh Châu |
| Hebei Airlines                                          | Thạch Gia Trang |
| Juneyao Airlines                                        | Beihai, Quý Dương, Thượng Hải-Hồng Kiều |
| Kunming Airlines                                        | Côn Minh |
| Loong Air                                               | Hàng Châu |
| Lucky Air                                               | Côn Minh |
| Okay Airways                                            | Hải Khẩu, Nam Ninh, Thiên Tân, Wuyishan |
| Shandong Airlines                                       | Tế Nam, Thanh Đảo, Yên Đài, Weihai, Ôn Châu |
| Shanghai Airlines                                       | Thượng Hải-Hồng Kiều |
| Shenzhen Airlines                                       | Bắc Kinh-Thủ đô, Trường Xuân, Changsha, Changzhou, Thành Đô, Chizhou, Trùng Khánh, Đại Liên, Phúc Châu, Quý Dương, Hải Khẩu, Hailar, Hàng Châu, Cáp Nhĩ Tân, Hợp Phì, Hohhot, Tế Nam, Cảnh Đức Trấn, Côn Minh, Lan Châu, Lijiang, Mãn Châu Lý, Mianyang, Nanchang, Nam Kinh, Nam Ninh, Nantong, Phàn Chi Hoa, Thanh Đảo, Tuyền Châu, Quzhou, Tam Á, Thượng Hải-Hồng Kiều, Thượng Hải-Phố Đông, Thẩm Dương, Thái Nguyên, Taizhou, Tengchong, Thiên Tân, Urumqi, Wanzhou, Ôn Châu, Wuhan, Vô Tích, Tây An, Tương Phàn, Xining, Yangzhou, Yên Đài, Nghi Tân, Nghi Xương, Nghi Xuân, Yinchuan, Yuncheng, Zhanjiang, Trịnh Châu                                          |
| Sichuan Airlines                                        | Thành Đô, Trùng Khánh, Wanzhou, Tây An |
| Spring Airlines                                         | Trường Xuân, Hàng Châu, Cáp Nhĩ Tân, Hoài An, Thượng Hải-Hồng Kiều, Thẩm Dương, Thạch Gia Trang, Thiên Tân, Thông Liêu, Diêm Thành, Trương Gia Khẩu |
| Tibet Airlines                                          | Thành Đô |
| West Air                                                | Trùng Khánh, Tế Nam, Nam Kinh, Trịnh Châu |
| Xiamen Airlines                                         | Trường Xuân, Trùng Khánh, Phúc Châu, Hàng Châu, Nanchang, Nam Ninh, Tuyền Châu, Thượng Hải-Hồng Kiều, Thẩm Dương, Thiên Tân, Hạ Môn |

### Hành khách quốc tế
| Hãng hàng không         | Các điểm đến |
| ----------------------- | --- |
| Air China               | Frankfurt |
| Air Leisure             | Thuê chuyến: Cairo, Aswan |
| AirAsia                 | Kota Kinabalu, Kuala Lumpur–International |
| Asiana Airlines         | Seoul–Incheon |
| China Airlines          | Cao Hùng, Đài Bắc-Đào Viên |
| China Southern Airlines | Bangkok–Suvarnabhumi, Dubai–International, Ibaraki, Jeju, Thành phố Hồ Chí Minh, Osaka–Kansai, Phuket, Seoul–Incheon, Sydney, Đài Bắc-Đào Viên Thuê chuyến: Krabi |
| Condor Flugdienst       | Almaty, Frankfurt |
| Donghai Airlines        | Hải Phòng, Vân Đồn |
| Korean Air              | Seoul–Incheon |
| Shenzhen Airlines       | Bangkok–Suvarnabhumi, Jeju, Osaka–Kansai, Phuket, Seoul–Incheon, Singapore, Đài Bắc-Đào Viên, Tokyo–Narita                                                        |
| SilkAir                 | Singapore |
| Thai AirAsia            | Bangkok–Don Mueang |
| Tigerair                | Singapore |
| Uni Air                 | Taichung, Đài Bắc-Đào Viên |
| Xiamen Airlines         | Seattle/Tacoma (bắt đầu từ ngày 26/9/2016) |

### Hàng hóa
| Hãng hàng không        | Các điểm đến |
| ---------------------- | --- |
| China Airlines Cargo   | Đài Bắc-Đào Viên |
| China Cargo Airlines   | Thượng Hải-Phố Đông |
| China Southern Cargo   | Bắc Kinh-Thủ đô |
| Donghai Airlines       | Thành Đô, Hong Kong, Manila, Thượng Hải-Phố Đông                                                                                               |
| Eva Air Cargo          | Đài Bắc-Đào Viên |
| FedEx Express          | Anchorage |
| Lufthansa Cargo        | Frankfurt |
| SF Airlines            | Bắc Kinh-Thủ đô, Thành Đô, Hàng Châu, Nantong, Thượng Hải-Phố Đông, Ôn Châu, Wuhan, Trịnh Châu\|Zhengzhou                                      |
| TNT Airways            | Liège |
| Transmile Air Services | Kuala Lumpur–International |
| UPS Airlines           | Anchorage, Bangkok–Suvarnabhumi, Cologne/Bonn, Dubai–International, Kuala Lumpur–International, Mumbai, Osaka-Kansai, Seoul–Incheon, Singapore |
| Yangtze River Express  | Clark, Dhaka, Hàng Châu, Hong Kong, Thượng Hải-Phố Đông                                                                                        |